# Гонжа
Го́нжа (гонджа, гбанджа, гуан, гуанг, самоназв. — Ngbanya, Gbanya, Gvanya) — народ группы акан в Гане (в основном на юге Северной области).
Включает субэтнич. группы (или народы), образующие группу северных гуан (с запада на восток):
- собственно гонжа — 285 тыс. чел. (2006, оценка); в осн. к северу от Чёрной Вольты и сев.-зап. залива вдхр. Вольта в ниж. течении р. Белая Вольта; говорят на языке гонжа (нгбаньято, агбаньито, гуанг) языковой семьи ква.
- навуру — 16 тыс. чел. к западу от северного залива вдхр. Вольта; язык — навури;
- нчумуру (нчумбуру, нчимбуру) — 53 тыс. чел. между вдхр. Вольта и р. Дака; язык — чумбурунг;
- крачи — 95 тыс. чел. в р-не г. Кете-Крачи в обл. Вольта; язык — краче;
- нконья — 32 тыс. чел. к востоку от вдхр. Вольта в обл. Вольта;
- фоодо — часть гонжа, которая ок. 17 в. переселились на северо-запад совр. Бенина (30 тыс. чел. в районе г. Семере в верховьях р. Ла-Кара в деп. Донга).
- и др.;

Гонжа — в основном мусульмане-сунниты, есть приверженцы традиц. верований; 90 % крачи и 60 % нконья — христиане.
Согласно преданию, власть у гонжа была захвачена мандеязычными переселенцами, лидер (джакпа) которых создал в 1670-е гг. федерацию Нгбанья (Гонжа, Гонджа), объединявшую вождества Ягбум, Дабойа, Тулуве, Боле, Гбуипе, Кпембеом и др. и возглавляемую правителем Ягбум (ягбумвура) и советом старейшин. Существовало деление на знать, свободных общинников и зависимых (невольников, кабальников). Гонжа занимались посреднич. торговлей между странами хауса, манде (скот, ткани, металл) и лесной зоной (рабы, золото, слоновая кость, соль, орех кола, пальмовое масло). В 1744—1874 Нгбанья была данником конфедерации Ашанти.
По традиц. культуре относятся к народам Суданской и Гвинейской подобластей зап. Африки.
Осн. традиц. занятие — ручное подсечно-огневое земледелие (ямс, маниок, таро, фонио, кукуруза); развиты рыболовство и охота. Традиц. ремёсла — кузнечество, ткачество, гончарство, резьба по дереву и слоновой кости. Распространено отходничество в южные районы Ганы, часть живёт в городах, есть интеллигенция.
Поселения разбросанные, жилище глинобитное, в осн. круглое.
Сохраняются традиц. политич. структура во главе с ягбумвурой, деревенские и большесемейные общины, родовая организация; счёт родства двойной унилинейный.
Практикуются левират, сорорат, кросскузенный брак, многожёнство, брачный выкуп, культ высшего существа Эбори, ведовство, магия; сохраняется влияние жрецов культа земли (тиндаана, или касавулевура).
Музыкальный фольклор общеаканского типа.